# Direktiv (kasus)
Direktiv er en kasus, der i agawsprogene betegner en retning hen imod noget. Agawsprogene er en gruppe af kushitiske sprog som tales i mindre områder i det nordlige Etiopien og Eritrea.
Denne kasusfunktionalitet varetages i en del andre sprog af fx akkusativ ligesom på latin: Romam = til Rom. Således også på indoeuropæisk, hvor akkusativ bruges om retningen hen mod et sted, lokativ om placeringen på et sted og ablativ om fjernelse fra et sted.[kilde mangler]
I ikke-kasussprog udtrykkes forholdene ved præpositionsforbindelser. Kombinationer og overgangsformer er også mulige.[kilde mangler]